# Бразильское плоскогорье
Бразильское плоскогорье (порт. Planalto Brasileiro) — плоскогорье, занимающее большую часть востока Южной Америки от 3 до 35° ю. ш., преимущественно в Бразилии, юг — в Уругвае, на юго-западе его край заходит в Парагвай и Аргентину. Его площадь — около 4 млн км², что составляет практически половину территории Бразилии. Кроме того, подавляющее большинство населения страны (свыше 95 %) живёт на этом плоскогорье или на узкой прибрежной полосе рядом с ним. Длина и по широте, и по меридиану превышает 3200 км. Высоты возрастают от 500 м на западе до 2000 м (и более) на востоке. Высшая точка — гора Бандейра (2891 м).

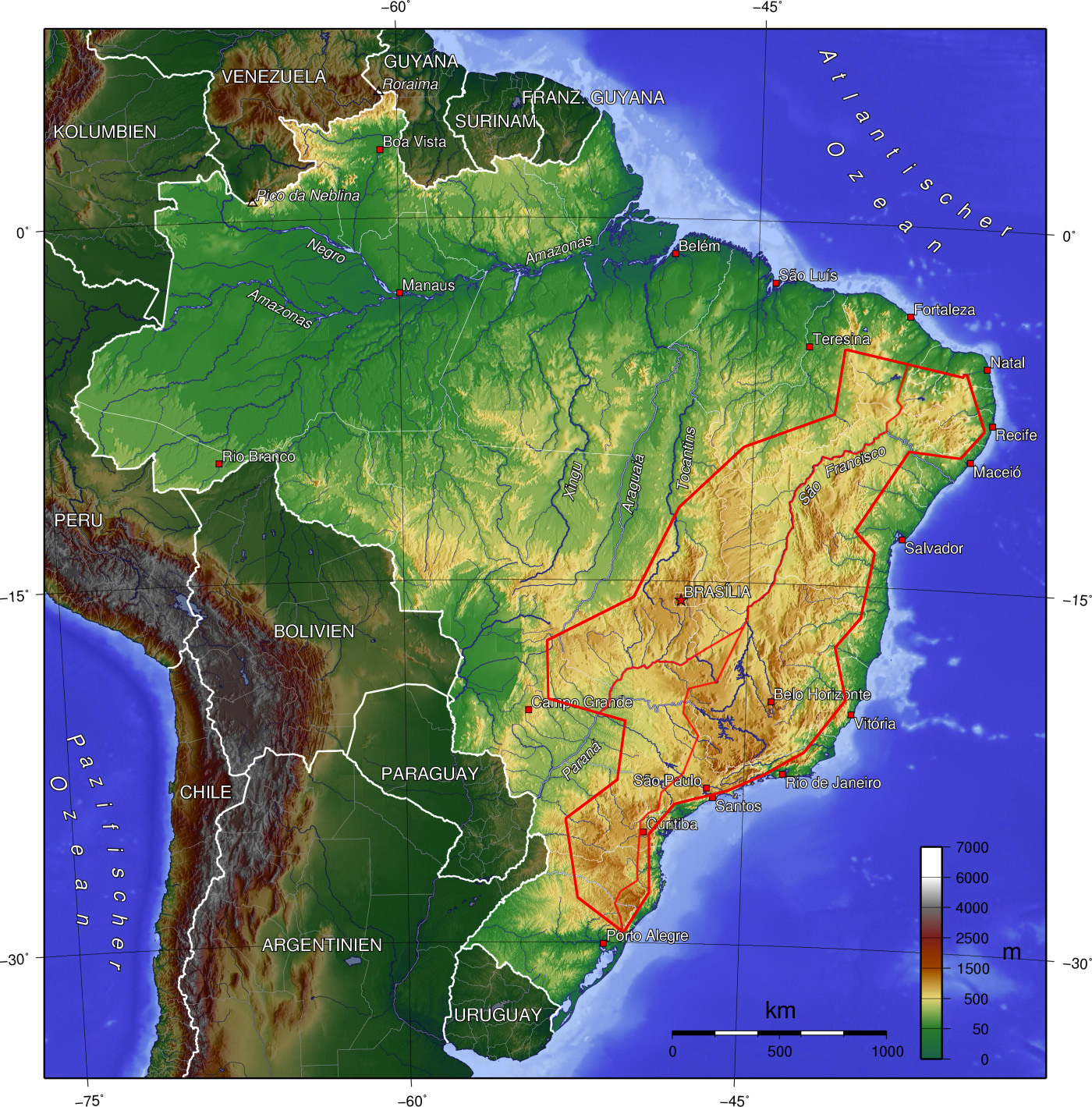
Бразильское плоскогорье на физической карте Бразилии

## Геология
В рельефе щиты выражены преимущественно цокольными равнинами (денудационными равнинами, образованными на дислоцированных породах кристаллического фундамента древних платформ) высотой 250—300 м на севере и 800—900 м в центре с отдельными останцовыми вершинами или глыбовыми массивами до 1350 м (плоскогорье Гояс). Атлантический щит сильно разбит сбросами и резко обрывается к океану, что придаёт восточным склонам вид горных хребтов — серр (португ. serra): Серра-ду-Мар (1889 м), Серра-да-Мантикейра (2787 м) и др.; отдельные кристаллические массивы в жарком и влажном климате приобретают специфические формы «сахарных голов».

## Климат
Бразильское плоскогорье лежит в субэкваториальном, тропическом и субтропическом климатических поясах. Средние температуры января изменяются с юго-запада на северо-восток от 22 до 29 °С (максимальная до 42 °С), июля — от 12 до 25 °С, минимальная — 6 °С (под тропиком). Количество и режим осадков на территории Бразильского плоскогорья очень различны: на севере и в центре осадки выпадают преимущественно летом, до 1400—2000 мм в год (на северо-востоке менее 500 мм, самый сухой район), на востоке — свыше 2000 мм, почти без засухи, а на юге 1000—1800 мм в течение всего года.

## Флора и фауна
Бразильское плоскогорье на северо-западе и севере покрывают влажные вечнозелёные и листопадно-вечнозелёные леса, центральную зону занимают кустарниковые саванны — кампос серрадос, на северо-востоке располагается ксерофитно-суккулентное редколесье — каатинга, на востоке простираются влажно-тропические вечнозелёные и летнезелёные леса, а на юге — смешанные леса из хвойных с вечнозелёными лиственными и бездревесной саванной — кампос лимпос.
Под саваннами развиты феррозёмы (красные и красно-бурые почвы), под лесами — красные ферралитные (латеритные) почвы. На плоскогорье обитают муравьед, броненосец, носуха, туко-туко, олени, пума, ягуар, нанду, тапиры, пекари.
Из-за большого разнообразия характеристик Бразильское нагорье разделяют на три части:
- Атлантическое плато;
- Центральное плато;
- Южное плато.

Южнее нагорья расположена обширная Лаплатская низменность.